# Nowoołeniwka (rejon pokrowski)
Nowoołeniwka (ukr. Новооленівка) – wieś na Ukrainie, w obwodzie donieckim, w rejonie pokrowskim, w hromadzie Pokrowsk. W 2001 liczyła 124 mieszkańców.